# Lygromma anops
Espèce
Lygromma anops est une espèce d'araignées aranéomorphes de la famille des Prodidomidae.

## Distribution
Cette espèce est endémique des îles Galápagos en Équateur. Elle se rencontre sur Santa Cruz dans des tunnels de lave.

## Description
La femelle holotype mesure 3,77 mm.
Le mâle décrit par Shear et Peck en 1992 mesure 3,4 mm.
Cette araignée est anophtalme.

## Systématique et taxinomie
Cette espèce a été décrite par Peck et Shear en 1987.

## Publication originale
- Peck & Shear, 1987 : « A new blind cavernicolous Lygromma (Araneae, Gnaphosidae) from the Galápagos Islands. » The Canadian Entomologist, vol. 119, no 2, p. 105-108.